# Jakub Fischer
Jakub Fischer (* 2. května 1978 Praha) je český statistik, děkan Fakulty informatiky a statistiky Vysoké školy ekonomické v Praze od roku 2018 (předtím – v letech 2010 až 2018 – prorektor VŠE). Jeho otcem je statistik a politik Jan Fischer, jeho dědečkem je statistik Otto Fischer.

## Kariéra
Prof. Fischer je český statistik a ekonom s rozsáhlou publikační činností doma i v zahraničí. Je členem mnoha odborných grémií v České republice i v zahraničí (mj. členem Vědecké rady Vysoké školy ekonomické v Praze, Vědecké rady Masarykovy univerzity, Vědecké rady Fakulty ekonomické Západočeské univerzity v Plzni, Akademické rady AMBIS vysoké školy, Akademické rady Vysoké školy polytechnické v Jihlavě, Vědecké rady Ekonomické fakulty Technické univerzity v Liberci, Vědecké rady Centra pro otázky životního prostředí Univerzity Karlovy, aj.).
V letech 2006 – 2017 byl členem předsednictva Rady vysokých škol (od roku 2012 předseda RVŠ).
Od 31. ledna 2019 je členem Výboru České statistické společnosti.
Odborně se specializuje na problematiku hospodářské a sociální statistiky a aplikované ekonomické statistiky. Je autorem či spoluautorem 6 monografií, 52 recenzovaných článků, 118 konferenčních příspěvků, 4 certifikovaných metodik, 9 souhrnných výzkumných zpráv, 7 skript a autor 8 znaleckých posudků.
Publikace indexované v databází WoS jsou evidované pod ResearcherID J-7874-2012: http://www.researcherid.com/rid/J-7874-2012

## Vzdělání
- 1999: Bc. VŠE Praha, obor Statistika a ekonometrie
- 2001: Ing. VŠE Praha, obor Statistické a pojistné inženýrství
- 2005: Ph.D. VŠE Praha, obor statistika
- 2008: doc. VŠE Praha, obor statistika
- 2018: prof. Ekonomicko-správní fakulta Masarykovy univerzity, Brno, obor hospodářská politika

## Zaměstnání
- 2001 – 2008 VŠE, FIS, Katedra statistiky a pravděpodobnosti
- 2008 – dosud VŠE, FIS, Katedra ekonomické statistiky (2008 – 2018 vedoucí katedry)
- 2011 – 2015 Český statistický úřad (do roku 2012 poradce předsedkyně, od roku 2013 vedoucí metodických auditů)